# Жердинівська Маргарита Ісаківна
Жердинівська Маргарита Ісаківна (6 липня 1932, Київ — 10 вересня 2015, Мюнхен) — українська перекладачка і літературознавець. Член Національної спілки письменників України. Упорядник першого іспансько-українського словника.

## Біографія
Народилася 6 липня 1932 року в Києві. Закінчила факультет іспанської та французької мов Київського педагогічного інституту іноземних мов. Кандидат філологічних наук, доцент. Працювала в Київському інституті післядипломної педагогічної освіти, де викладала іспанську мову й читала курс іспанської та латиноамериканської літератур. З 1994 до 1999 року працювала на кафедрі славістики Гранадського університету (Іспанія).
Почала перекладати українською мовою з 1957 року. Перекладала з іспанської, каталанської та португальської мов. Загалом має понад 350 публікацій перекладів, літературознавчих статей, рецензій, передмов і післямов. Укладач українських та португальських прислів'їв та казок. Упорядник перших українсько-іспанського та іспансько-українського словників, виданих у Києві (1993, 1995, видавництво «Основи») і в Мадриді (1996, 1997, видавництво «Рубіньос»). Перекладач багатьох українських поетів на іспанську та португальську мови. Друкувалася в журналах «Всесвіт», «Латинська Америка» (Москва), «Іноземна література» (Москва), «Бюлетені Толстовської бібліотеки» (Мюнхен). Лауреат премії «Ars Translationis» імені Миколи Лукаша за 2012 рік.
Останні роки життя мешкала в Мюнхені (Німеччина). 10 вересня 2015 року померла від інсульту.

## Перекладацький доробок
У журналі «Всесвіт» Жердинівська опублікувала українські переклади таких іспаномовних і португаломовних поетів, як Андраді Кошта (1974), Агостинью Нету (1974; 1979), Арналду Сантуш (1974), Жоржі Барбоза (1974), Каобердіану Дамбара (1974), Овідіу Мартінш (1979), Антоніу Нуньїш (1974), Жозе Кравейрінья (1974), Ноемія ді Соуза (1974, 1980), Софія ді Мело (1982), Фернанду Пессоа (1986), Антоніу Томаш Медейруш (1974), Пабло Неруда (1974), Ельвіо Ромеро (1967), Джоконда Беллі (1980), Файяда Хаміса (1970), Рауль Феррер (1983), Самуель Фейхоо (1967, 1984), Луїс Суардіас (1970, 1983), Рауль Ріверо (1989), Луїс Марре (1970, 1976), Теодоро Кабрера (1977), Елісео Дієго (1970, 1976, 1989), Ніколас Гільєн (1969), Габріель Селайя (1969), Хуан Рехано (1969), Еміліо Прадос (1970), Рафаель Альберті (1970), Хорхе Суарес (1982).
Жердинівська переклала також чимало прозових творів таких авторів, як Пере Калдерс (2000, з каталанської), Себастія Жанерас (1966, з каталанської), Мануел Феррейра (1986, з португальської), Луїс Сепульведа (1999), Ісабель Альєнде (2000), Альдо Канепа (1997), Хуан Абурто (1995), Луїс Рохеліо Ногерас (1983, 1984), Ноель Наварро (1979), Сесар Леанте (1979), Мануель Кофіньйо (1979, 1984), Алехо Карпентьєр (1978), Хесус Діас (1979), Омега Агуеро (1984), Ґабріель Ґарсія Маркес (1976, переклад новели «Стариган із крилами» став хрестоматійним), Ісідоро Фернандес Флорес (1991), Венсеслао Фернандес Флорес (1969, 1982, 1984), Мігель де Унамуно (1999), Ана Марія Матуте (1971, 1984), Хуліо Камба (1985), Вісенте Бласко Ібаньєс (1995), Мігель Делібес (1984), Фелісідад Бланк (1984), Піо Бароха (1995), Леопольдо Алас (1995), Хорхе Луїс Борхес (2000), Хуліо Кортасар (1999).